# Pieklisko (Rudawy Janowickie)

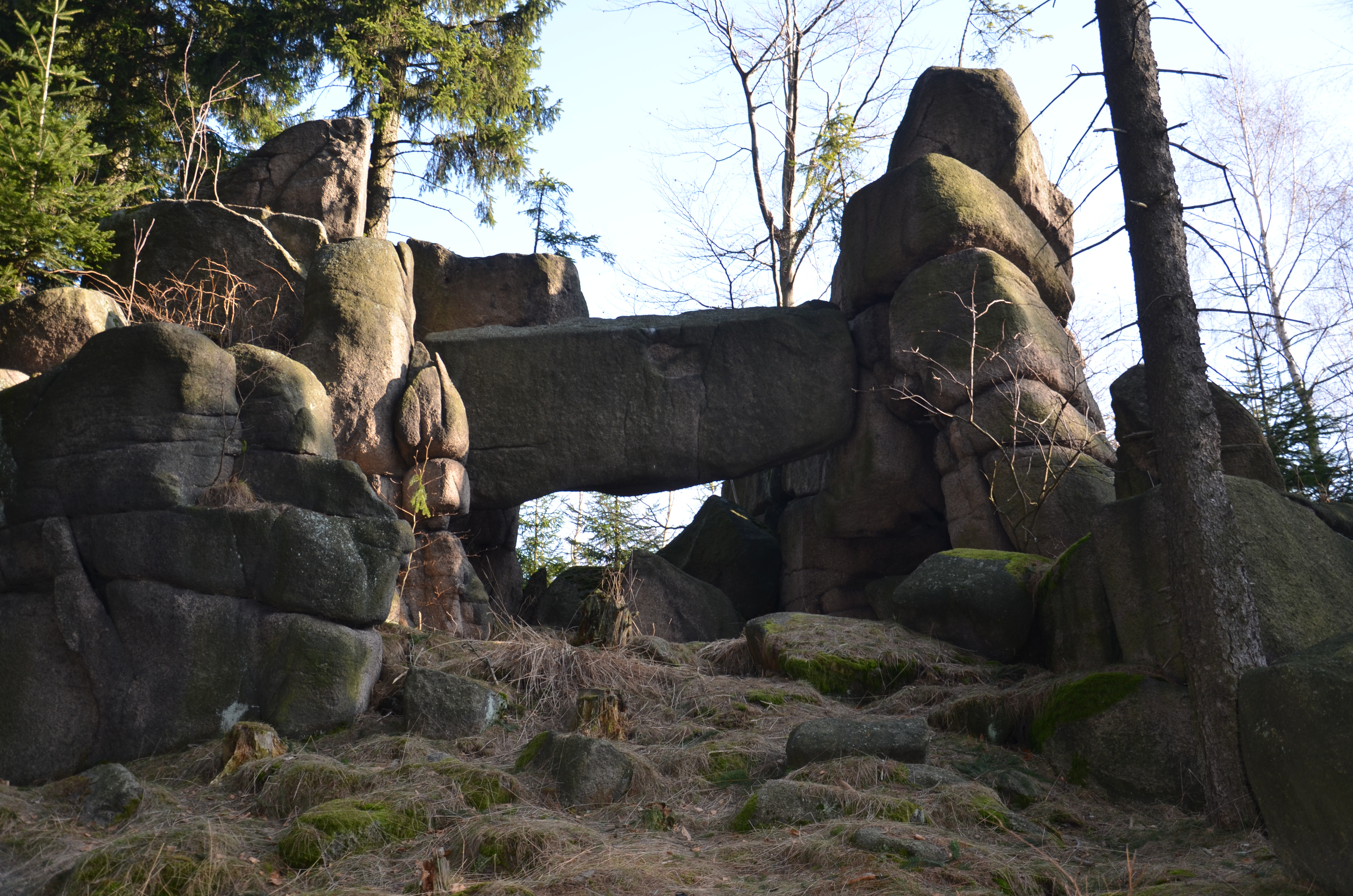
Diabelny ołtarz

Pieklisko (niem. St.Br. Ehem Schmiede)  – skały  w południowo-zachodniej Polsce, w Sudetach Zachodnich, w Rudawach Janowickich, w Górach Strużnickich, w grupie Strużnickich Skał.

## Położenie
Skały położone są w Sudetach Zachodnich, w środkowej części Rudaw Janowickich, w Górach Strużnickich, na południowy zachód od Starościńskich Skał, na północny zachód od Świniej Góry, na południe od Fajki, na wschód od Strużnicy na wysokości ok. 640–695 m n.p.m. Poniżej znajduje się Diabelski Kościół. Grupa skalna leży w Rudawskim Parku Krajobrazowym.

## Charakterystyka
Skały zbudowane są z granitu karkonoskiego. Grupka kilku skałek oraz bloków charakteryzuje się niezwykłymi kształtami. Skały te dochodzą do wysokości około 20 m.
Większość skał ukryta jest w lesie.
W Pieklisku znajduje się nieczynny kamieniołom granitu z dwoma jeziorkami.

## Opis
Grupa skalna Pieklisko nazywana jest też: Strużnicki Kamieniołom, Diabelski Kamień  Jastrzębia Skała.
Do roku 1945 czynny był kamieniołom. Po wyrobisku pozostały dwa jeziorka oraz fundamenty  schroniska i dzwigu.

## Turystyka
- – niebieski – fragment Europejskiego Szlaku E3 prowadzący z Trzcińska na Skalnik przez Starościńskie Skały
- – żółty – ze Strużnicy na Starościńskie Skały przez Strużnickie Skały[1]